# Протестантизм в Эритрее
По данным исследовательского центра Pew, протестантов в Эритрее около 40 000 человек, что составляет менее 1 % населения. Евангелическо-лютеранская церковь Эритреи — одно из четырёх официально признанных религиозных учреждений в Эритрее; однако протестанты других конфессий (особенно Свидетели Иеговы) сталкиваются с преследованиями со стороны правительства Эритреи. Государственный департамент США (USDoS) называет её страной, вызывающей особую озабоченность в связи с нарушением свободы вероисповедания. Сообщается, что в тюрьму бросают целые семьи. По данным Фонда Варнава (Barnabas Fund), христиане (независимо от вероисповедания) в Эритрее подвергались пыткам, в том числе содержались в транспортных контейнерах .

## История
Протестантизм присутствует в Эритрее более 150 лет. Шведская евангелическая миссия (SEM) впервые отправила миссионеров проповедовать народу Кунама в 1866 году Между концом XIX и концом XX веков SEM взяла на себя задачу перевода Библии на различные эритрейские языки.
После обретения Эритреей независимости Свидетели Иеговы подвергались преследованиям со стороны правительства, поскольку они выступали против референдума о независимости и отказывались проходить обязательную военную службу. Их лишили прав и приговорили к тюремному заключению; Государственный департамент США сообщает, что в настоящее время в заключении находятся 24 свидетеля Иеговы.
В 2002 году правительство Эритреи закрыло храмы всех непризнанных религиозных групп, включая Свидетелей Иеговы и протестантские церкви, отдельные от евангелическо-лютеранской церкви Эритреи. USDoS сообщает, что в настоящее время задержаны 345 церковных лидеров и от 800 до 1000 мирян.

## Наименования
Amnesty International сообщает, что в Эритрее представлены следующие евангелические конфессии:
- Адвентисты седьмого дня
- Церковь Mullu Wongel (Полное Евангелие)
- Церковь Кале Хивот (Слово Жизни)
- Церковь Мезерет Кристос
- Церковь Рема
- Церковь Аллилуйя
- Миссия веры
- Вера Церковь Христова
- Филадельфийская церковь
- Пресвитерианская евангелическая церковь
- Церковь Троицкого братства
- Церковь Дубре Вефиль
- Церковь Живого Бога
- Церковь Нового Завета